# Jenő Ábrahám
Jenő Ábrahám - Géza (Segedin, 1903. – 1973.) bio je mađarski nogometaš i za vrijeme igranja u zagrebačkom Građanskom jugoslavenski nogometni reprezentativac.

### Reprezentativna karijera
Za nogometnu reprezentaciju Kraljevine Jugoslavije odigrao je dvije utakmice i postigao dva pogotka, oba u svom premijernom nastupu protiv Čehoslovačke u Zagrebu, 28. lipnja 1922.